# Lucille Love, Girl of Mystery
Lucille Love, Girl of Mystery foi um seriado estadunidense de 1914, gênero ação e Western, dirigido por Francis Ford. Foi o primeiro seriado da Universal Studios, e veiculou nos cinemas entre 14 de abril e 16 de julho de 1914.
Em agosto de 1920, foi editado como um filme de 50 minutos e relançadosob o título The Woman of Mystery.

## Sinopse
O seriado relata uma longa disputa entre Hugo (Ford) e Sumpter Love (Edgar Keller), o primeiro acusando o segundo pelo roubo de sua namorada (Jean Hathaway), e também causando sua expulsão de West Point.
Alguns anos mais tarde, Hugo, agora um espião internacional, tenta vingar-se de Lucille Love (Cunard), filha de Sumpters, cujo namorado ele acusa de roubar os planos de defesa confidenciais. Os dois combatentes gastam os restantes 14 capítulos em uma disputa que os leva desde as selvas das Filipinas até o velho oeste, além de um reino subterrâneo.

## Elenco
- Grace Cunard - Lucille Love
- Francis Ford - Loubeque/ Hugo
- Harry Schumm - Tenente Gibson
- Ernest Shields - Thompson

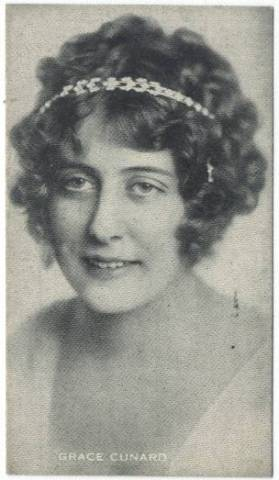
Grace Cunard, que interpretou Lucille Love no seriado.

- Edgar Keller (creditado sob o nome E. M. Keller) - Sumpter Love
- Eddie Boland - Aviador
- Wilbur Higby
- Burton Law
- Jean Hathaway
- William White (creditado sob o nome Billy White)
- Harry L. Rattenberry
- John Ford (creditado sob o nome Jack Ford)
- Lionel Bradshaw
- Lew Short (creditado sob o nome Lewis Short)

## Produção
Inicialmente feito para ser um filme de Western, foi convertido em seriado. Lucille Love, Girl of Mystery foi tão promissor que o estúdio o dividiu em 15 capítulos, e o seriado resultante, primeiro da Universal Studios, tornou-se um sério rival para The Perils of Pauline (1914), criando estrelas do gênero de Grace Cunard e Francis Ford, que além de o dirigir, também atuou, ao lado de seu irmão, John Ford.
Propenso a acidentes, Lucille Love, Girl of Mystery quase custou a vida do ator Ernest Shields, que foi gravemente ferido ao cair da borda de uma rocha durante uma cena, e Grace Cunard teve uma fratura de braço em outra queda.

## Capítulos
Apenas os capítulos 2, 3, 6, 8, 10, 12, 13 e 14 ainda sobrevivem, na Library of Congress Moving Image Collection. É considerado, portanto, perdido.

## Lucile Love no Brasil
A partir de 1915, iniciou a exibição, em São Paulo, de Lucille Love, Girl of Mystery, sob o título A Rapariga Misteriosa, e os seriados alcançaram grande popularidade no país, influenciando inclusive a produção cinematográfica nacional. A Universal Pictures foi a primeira distribuidora de companhia americana a instalar escritório no Brasil. O seriado estreou no Cine Pathé Palace, em 17 de agosto de 1915, sendo exibido até outubro desse ano.